# チャパゲティ
チャパゲティ（짜파게티）は、韓国のインスタント食品会社農心が販売するインスタント麺。

## 概要
韓国風の炸醤麺であるチャジャンミョンをインスタント麺で商品化し、1984年に発売した。
2019年の映画『パラサイト 半地下の家族』で、インスタントラーメンのノグリとチャパゲティに韓牛を合わせ、「チャパグリ」として食する場面が話題となった。
辛味の効いた「四川チャパゲティ」もある。